# Икономи (Пенсилванија)
Икономи (енгл. Economy) град је у америчкој савезној држави Пенсилванија.

## Демографија
По попису из 2010. године број становника је 8.970, што је 393 (-4,2%) становника мање него 2000. године.
| Група             | 2000.         | 2010.         |
| Белци             | 9.174 (98,0%) | 8.748 (97,5%) |
| Афроамериканци    | 62 (0,7%)     | 58 (0,6%)     |
| Азијати           | 26 (0,3%)     | 34 (0,4%)     |
| Хиспаноамериканци | 41 (0,4%)     | 68 (0,8%)     |
| Укупно            | 9.363         | 8.970         |